# Владиславув (Люблінський повіт)
Владиславув (пол. Władysławów) — село в Польщі, у гміні Бихава Люблінського повіту Люблінського воєводства.